# Luoshan
Luoshan (罗山县,  Luóshān Xiàn) ist ein Kreis der bezirksfreien Stadt Xinyang in der chinesischen Provinz Henan. Er hat eine Fläche von 2.073 km² und zählt 529.100 Einwohner (Stand: Ende 2018).
Der Startpunkt der 25. Armee zum Langen Marsch (Hong ershiwu jun changzheng chufa di 红二十五军长征出发地) steht auf der Liste der Denkmäler der Volksrepublik China (4-236).

## Administrative Gliederung
Auf Gemeindeebene setzt sich Luoshan aus elf Großgemeinden, acht Gemeinden und einer Staatsfarm zusammen. Diese sind:
- Großgemeinde Chengguan (城关镇), Hauptort, Sitz der Kreisregierung;
- Großgemeinde Dongpu (东铺镇);
- Großgemeinde Lingshan (灵山镇);
- Großgemeinde Mangzhang (莽张镇);
- Großgemeinde Nangan (楠杆镇);
- Großgemeinde Panxin (潘新镇);
- Großgemeinde Pengxin (彭新镇);
- Großgemeinde Qingshan (青山镇);
- Großgemeinde Zhoudang (周党镇);
- Großgemeinde Zhugan (竹竿镇);
- Großgemeinde Zilu (子路镇);
- Gemeinde Dingyuan (定远乡);
- Gemeinde Gaodian (高店乡);
- Gemeinde Longshan (龙山乡);
- Gemeinde Miaoxian (庙仙乡);
- Gemeinde Shandian (山店乡);
- Gemeinde Tiepu (铁铺乡);
- Gemeinde Youdian (尤店乡);
- Gemeinde Zhutang (朱堂乡);
- Staatsfarm Wuyi der Provinz Henan (河南省五一农场).